# 国道371号
国道371号（こくどう371ごう）は、大阪府河内長野市から和歌山県東牟婁郡串本町に至る一般国道である。

## 概要
国道168号と国道169号とともに紀伊半島かつ和歌山県を縦断する国道の一つである。世界遺産に登録された霊場・高野山から紀伊山地を南北に縦貫する。かつては有料道路であった高野龍神スカイラインも国道371号の一部区間である。
起点の大阪府河内長野市から和歌山県橋本市までのニュータウンを並走する比較的高規格に整備されたバイパス区間がある一方、それ以南の橋本市 - 高野山間と、国道425号からの分岐する龍神以南 - 古座川までの区間は、1 - 1.2車線の狭隘路・1か所の未開通区間などを有する酷道としても知られる。狭隘路な区間のうち、和歌山県橋本市（国道370号・紀ノ川以南）や同県田辺市などでは、沿線や周辺に集落があるため、生活道路としても機能している。
河内長野市から橋本市にかけての区間（16.1 km）は南海高野線と併走しており、車窓から道路を望むことができる。またこの区間は高野街道と呼ばれ、平安時代から参詣道として利用されてきた。

### 路線データ
一般国道の路線を指定する政令に基づく起終点および重要な経過地は次のとおり。
- 起点：河内長野市（本町（七つ辻）交差点 = 国道170号旧道・国道310号交点、上原町交差点 = 国道170号交点）
- 終点：和歌山県西牟婁郡串本町（国道42号交点）
- 重要な経過地：橋本市、和歌山県伊都郡高野町、同郡花園村[注釈 3]・同県日高郡龍神村[注釈 4]・同県西牟婁郡中辺路町[注釈 4]・同県東牟婁郡古座川町
- 総延長 : 253.7 km（大阪府 18.2 km、奈良県 2.5 km、和歌山県 233.0 km）重用延長、未供用延長を含む。[4][注釈 5]
- 重用延長 : 10.1 km（大阪府 - km、奈良県 - km、和歌山県 10.1 km）[4][注釈 5]
- 未供用延長 : 4.5 km（大阪府 - km、奈良県 - km、和歌山県 4.5 km）[4][注釈 5]
- 実延長 : 239.1 km（大阪府 18.2 km、奈良県 2.5 km、和歌山県 218.4 km）[4][注釈 5]
  - 現道 : 200.9 km（大阪府 8.9 km、奈良県 2.5 km、和歌山県 189.5 km）[4][注釈 5]
  - 旧道 : 24.7 km（大阪府 1.7 km、奈良県 - km、和歌山県 23.0 km）[4][注釈 5]
  - 新道 : 13.5 km（大阪府 7.6 km、奈良県 - km、和歌山県 5.9 km）[4][注釈 5]
- 指定区間：なし[5]

## 歴史

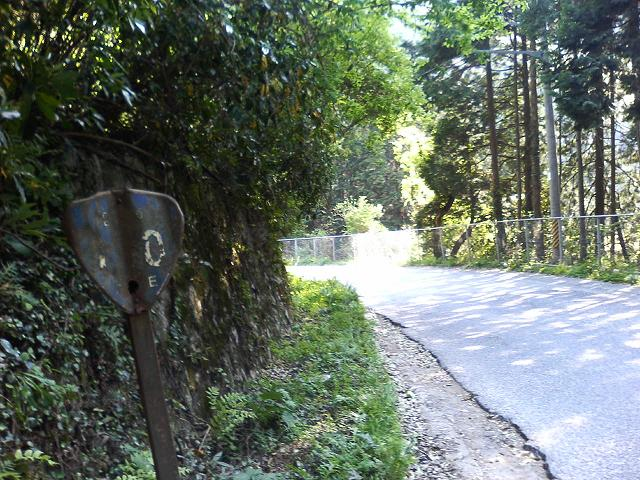
紀見峠（旧道）の大阪寄りにあった国道170号時代（1963年 - 1982年）の標識。

- 1975年（昭和50年）4月1日 - 一般国道371号（和歌山県田辺市 - 橋本市）として指定。
- 1982年（昭和57年）4月1日 - 一般国道371号（大阪府河内長野市 - 和歌山県西牟婁郡（現：東牟婁郡）串本町）として再指定。国道170号の一部（大阪府河内長野市 - 和歌山県橋本市）を編入する。
- 2003年（平成15年）10月1日 - 高野龍神スカイラインを編入する。

## 路線状況
かつては橋本市の国道24号以南はほぼ全線を通じて1.0車線程度の狭隘路であったほか、落石や路肩崩落なども多く全国でも知名度のある酷道であったが、近年はバイパス道路や有料道路の無料化による狭隘路部分の旧道化などにより道路事情が改善された。なお、橋本市向副から同市彦谷を経て高野山に至る区間など乗用車同士が対向できない区間があるほか、和歌山県南部の区間ではガードレールが設置されていない所もある。

### 河内長野市から橋本市

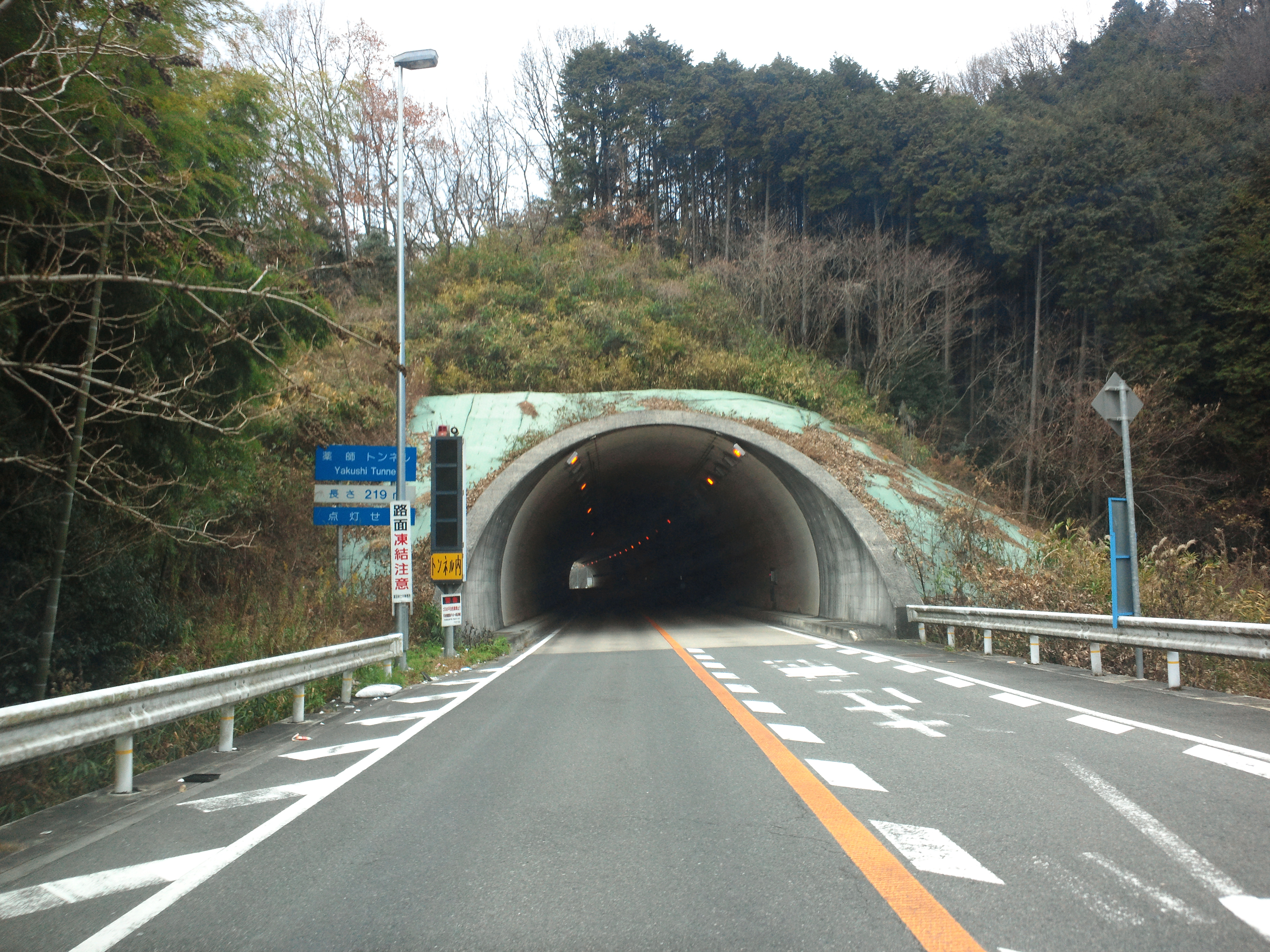
新道の石仏バイパス（薬師トンネル）

起点の河内長野市本町（七つ辻）交差点から同市石仏までは現役旧道に設定されており、現在は同市上原町の大阪外環状線（国道170号）との交点を起点に、都市計画道路「大阪河内長野線」で同区間がバイパスされている。石仏北から石仏南交差点の約500 mは旧道と重複するが、以南は架橋とトンネルを連続する地域高規格道路の大阪橋本道路（石仏バイパス、橋本バイパス）の工事が進められており、ニュータウン内の市道幹線をバイパスとして国道指定するなどして、一部区間が開通している。これによって起点（河内長野市上原町）から橋本市の国道24号に交差する市脇交差点までの区間（18.3 km）は、両側2 - 4車線に整備されており大阪と和歌山県とを往来する車で交通量が比較的多い。
沿線には、河内長野市のニュータウンの南花台や南海美加の台、南海橋本林間田園都市、京奈和自動車道橋本インターチェンジ、旧道を含めた紀見峠などがある。
また橋本バイパスと石仏バイパスで難航していた、紀見トンネルの代替部分である「天見紀見トンネル」が2015年度着工。
2024年（令和6年）6月2日供用開始で決定した。これの整備によって全区間のバイパスが開通することになるが、すでに河内長野市内の暫定2車線部分の交通量が増大しており、混雑度が2.12 - 1.84という慢性的な渋滞を引き起こしている。尚、石仏バイパスと天見紀見トンネルは、自転車等の軽車両と歩行者は通行できない。

### 橋本市から伊都郡高野町
市脇交差点を越え、橋本高野橋で紀ノ川を渡ってのち国道370号と交差したあと、南海高野線から南は、両側1 - 1.2車線の狭隘路（いわゆる酷道）となる。この区間は異常気象時通行規制区間に指定されている。さらに伊都郡高野町の丹生川に架かる河合橋の北にあるトンネルはバスなどが通れないほど狭く、大型車の通行が終日禁止されている。沿線にはキャンプ場・リゾート地の玉川峡があるため、離合困難な狭隘路でありながら交通量は少なくない。よって、橋本から高野山間の代替ルートとして、九度山町を通る国道370号・国道480号（高野山道路）を利用することが推奨されている。世界遺産の黒河道に並走している。

### 伊都郡高野町から東牟婁郡串本町

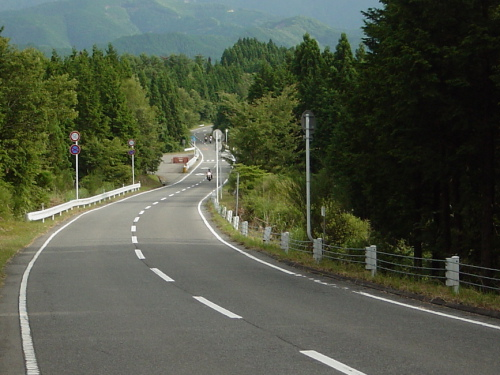
高野龍神スカイライン

伊都郡高野町の中の橋交差点から有田郡有田川町を経由し田辺市龍神村龍神にかけては旧・高野龍神スカイラインにあたる区間で、2003年（平成15年）10月1日に無料開放された。春は新緑、秋には紅葉のスポットとしても有名で、沿線には護摩壇山に付帯する龍神ごまさんスカイタワーや龍神温泉があり自然の富んだルートを通る。なお、これによりかつらぎ町花園中南から箕峠に至る区間の国道指定が外された。
なお、田辺市木守から東牟婁郡古座川町平井（高尾峠）の区間は未供用となっている。また、田辺市以南は上記の未供用の区間を含んだ1 - 1.2車線の離合困難な狭隘路が60 km以上続き、紀伊半島を代表的する酷道として有名である。

### バイパス
主なバイパスなど、道路改良がなされた主な供用・事業中・計画区間は以下のとおり。

#### 河内長野市 - 橋本市
- 紀見トンネル

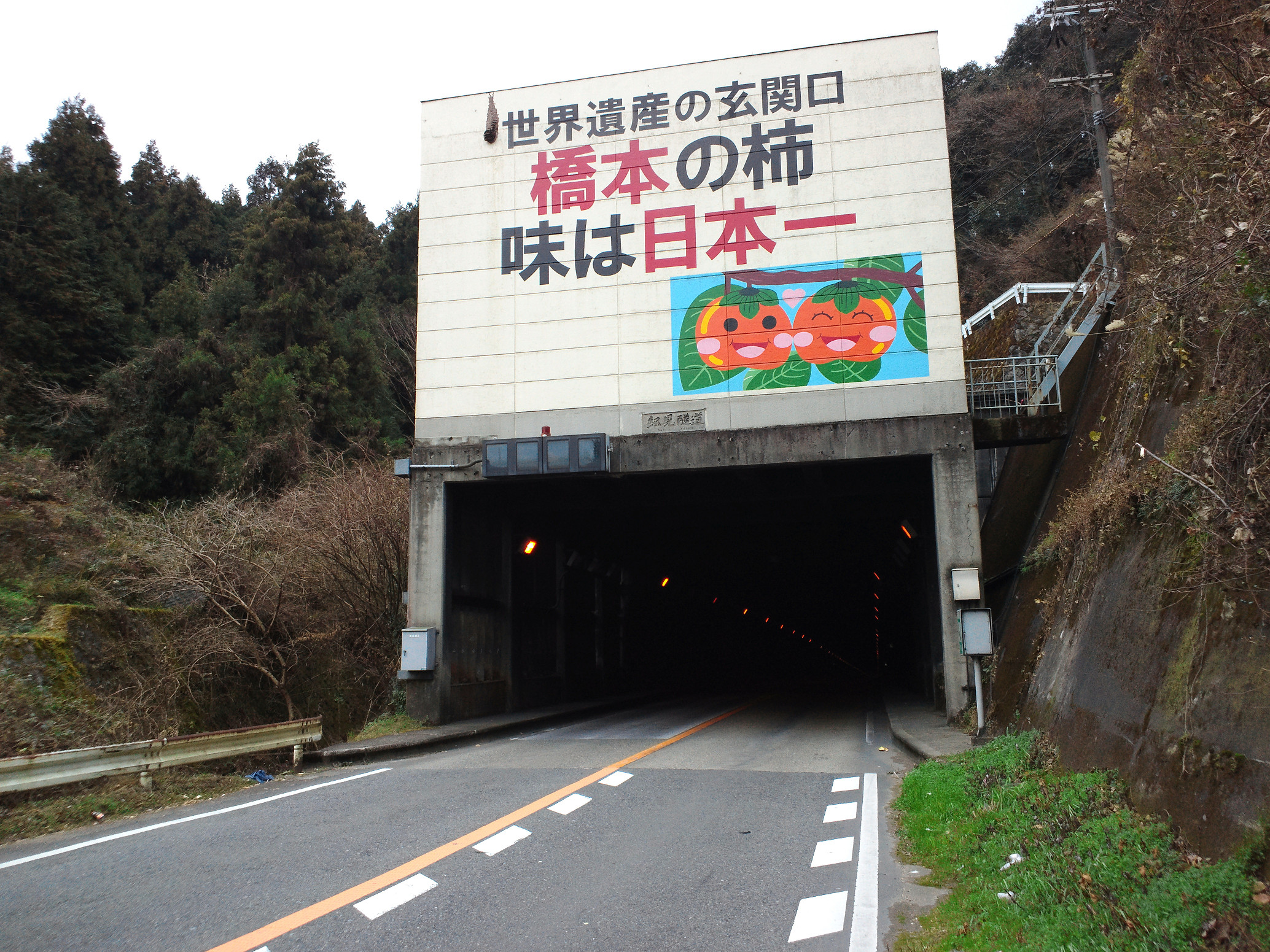
紀見トンネル（北口側）

  - 大阪府河内長野市と和歌山県橋本市とを結ぶ全長1,453 mのトンネル。同トンネルの供用により、河内長野市天見から紀見峠を経て橋本市柱本に至る道路が旧道となった。
- 大阪橋本道路（大阪河内長野線）
  - 国道371号バイパス
    - 河内長野市上原町-橋本市市脇の約15.4 kmの道路。河内長野市は暫定2車線、橋本市は4車線で一部供用されている。
    - 石仏バイパス
      - 河内長野市石仏-府県境の約6.1 kmの道路。全線が供用されている。

    - 紀見道路
      - 府県境 - 和歌山県橋本市側約1.0 kmまでのバイパス道路を指す。（新設トンネルの南部分0.7 kmを含む）

    - 橋本バイパス
      - 和歌山県橋本市に所在する全長6.9 kmの道路。

#### 橋本市 - 伊都郡高野町 - 田辺市
- 橋本高野拡幅
  - 和歌山県橋本市向副から伊都郡高野町高野山にかけて、1車線から2車線への拡幅が事業化されている[15]。
    - 高野町工区
      - 橋本高野拡幅の延長部として供用されている道路改良区間。高野山への交通利便性を高める目的をなす。[要出典]
- 高野龍神スカイライン

#### 田辺市
- 広井原バイパス
  - 和歌山県田辺市龍神村廣井原にある全長2.3 kmの道路。幅員7.0 m（両側2車線）。1988年（昭和63年）7月に広井原トンネルが完成し、同年供用された[注釈 6]。なお、同区間は当国道および国道425号の重複区間となっている。また、旧道は狭隘路であった。[要出典]
- 宮代バイパス
  - 和歌山県田辺市龍神村宮代にある全長1.5 kmの道路。幅員7.0 m（両側2車線）。1987年（昭和62年）6月に宮代トンネルが完成し、同年に広井原バイパスとともに供用された[注釈 6]。なお、同区間は当国道および国道425号の重複区間となっている。また、旧道は狭隘路であった。[要出典]
- 龍神工区
  - 旧事業名は「龍神四バイパス」。和歌山県田辺市龍神村殿原にある全長3.0 kmの道路。2003年（平成15年）に1.2 kmの区間が供用されたあと、事業見直しにともない翌年度より残区間の事業は中止になったが、7年後の2011年度（平成23年度）より事業名を変更して再開することとなった[16][17]。残り1.8 kmの区間は2018年（平成30年）3月26日に開通した[18]。
- 温川バイパス
  - 和歌山県田辺市中辺路町温川と同町川合を結ぶ全長3.3 kmの道路。1991年（平成3年）に事業が開始され、2006年（平成18年）2月28日に二川トンネルが供用、2009年（平成21年）4月30日に全線が供用された[19]。なお、旧道は中川に沿った蛇行した狭隘路であった。
- 下川下拡幅

和歌山県田辺市平瀬から同市下川下を結ぶ全長2.0 kmの道路（両側2車線）。バイパス建設および現道拡幅が行われ、2007年（平成19年）3月25日に全線が供用された。

#### 東牟婁郡古座川町
- 古座川町工区
  - 古座川町平井から同町真砂までの道路改良区間[21]。
- 蔵土バイパス
  - 和歌山県東牟婁郡古座川町（蔵土地区）にある全長2.4 kmの道路。2003年（平成15年）の事業化ののち、2005年に終点側の0.2 kmが供用[要出典]されるなど2009年度（平成21年度）までに1.7 kmの区間について供用されていたが、2010年（平成22年）10月17日に全線が供用された。なお、事業化以前の同区間は幅員が狭く大型車の離合が困難であった[22]。
- 一枚岩バイパス
  - 和歌山県東牟婁郡古座川町洞尾にある全長0.7 kmの道路。1996年（平成8年）に供用された[23]。
- 相瀬立会バイパス
  - 和歌山県東牟婁郡古座川町相瀬と同町立会を結ぶ全長1 kmの道路。2003年（平成15年）2月28日に供用された[23]。

### 未供用の区間

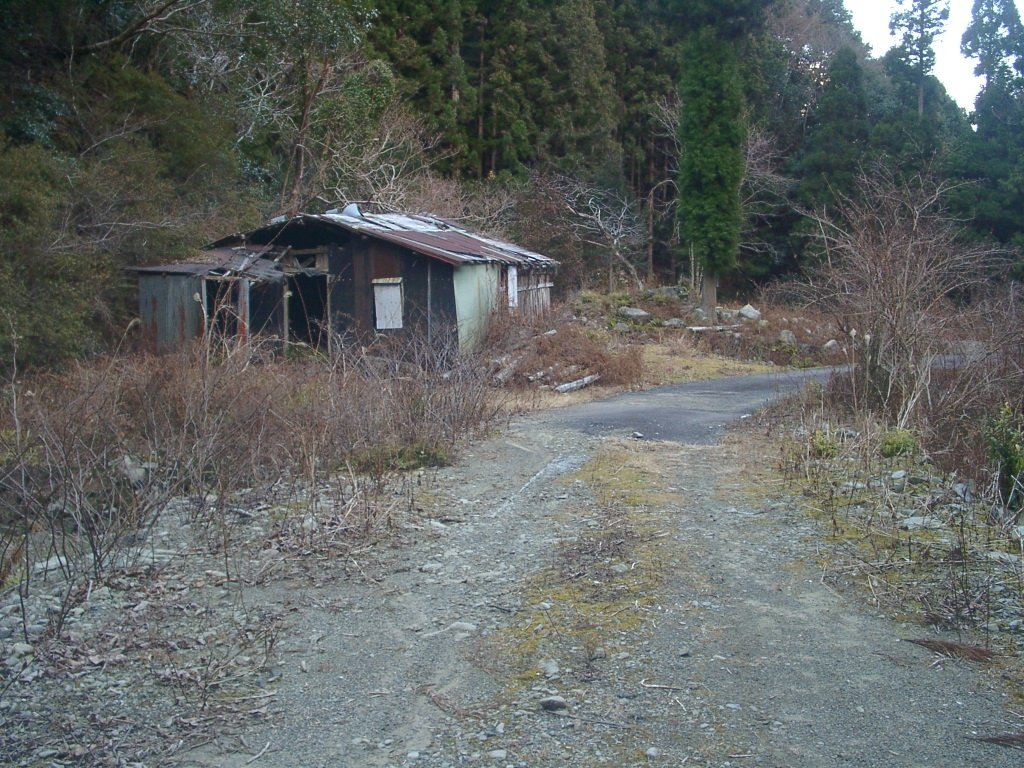
東牟婁郡古座川町平井の未開通区間の終端。奥のアスファルト舗装部分から手前が事業中、その先は200 mほどで車両通行止めとなる。（2006年撮影）

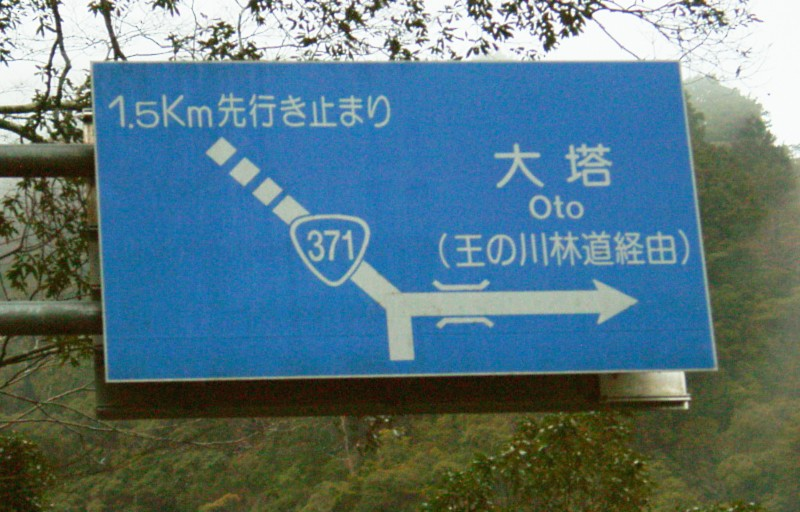
不通区間を示す標識（本山谷平井林道との交差点）

未供用の区間（分断区間・点線国道）は以下のとおり。自動車通行可能な林道による迂回が可能である。
和歌山県田辺市木守 - 古座川町平井（高尾峠）
本山谷平井林道（玉の川林道）が迂回路となる。

### 道路施設

#### 道の駅
- 和歌山県
  - 田辺市龍神ごまさんスカイタワー（田辺市）
  - 龍神（田辺市）
  - 一枚岩（東牟婁郡古座川町）

## 地理
高野龍神スカイライン区間内は、奈良県と和歌山県の県境を成す尾根沿いの道筋で、奈良県野迫川村と和歌山県かつらぎ町・有田川町の県境の入り込む部分がある。このため国道371号のこの区間だけで、43回も県境を踏み越える。

### 通過する自治体
- 大阪府
  - 河内長野市
- 和歌山県
  - 橋本市 - 伊都郡高野町 - 伊都郡かつらぎ町 - 有田郡有田川町 - 田辺市 - 東牟婁郡古座川町 - 東牟婁郡串本町
- 奈良県
  - 吉野郡野迫川村

### 交差する道路
| 交差する道路                             | 交差する場所 | 交差する場所 | 交差する場所 | 交差する場所       | 備考                                              |
| ---------------------------------------- | ------------ | ------------ | ------------ | ------------------ | ------------------------------------------------- |
| 国道170号                                | 大阪府       | 河内長野市   | 河内長野市   | （上原町）         |                                                   |
| 国道170号〈大阪外環状線〉                | 大阪府       | 河内長野市   | 河内長野市   | 上原町             |                                                   |
| 国道371号・旧道                          | 大阪府       | 河内長野市   | 河内長野市   | 石仏北             |                                                   |
| 南河内グリーンロード                     | 大阪府       | 河内長野市   | 河内長野市   | （清水）           | 広域農道                                          |
| 国道371号・旧道                          | 和歌山県     | 橋本市       | 橋本市       | 慶賀野橋東詰       |                                                   |
| 京奈和自動車道橋本IC                     | 和歌山県     | 橋本市       | 橋本市       | 橋本IC             |                                                   |
| 国道371号・旧道                          | 和歌山県     | 橋本市       | 橋本市       | 橋本IC南           |                                                   |
| 国道24号                                 | 和歌山県     | 橋本市       | 橋本市       | 市脇               |                                                   |
| 国道370号                                | 和歌山県     | 橋本市       | 橋本市       | 清水               | ※ここから橋本市向副まで国道370号と重複            |
| 国道370号                                | 和歌山県     | 橋本市       | 橋本市       | 向副               |                                                   |
| 和歌山県道53号高野天川線                 | 和歌山県     | 伊都郡       | 高野町       | （高野山）         |                                                   |
|                                          | 和歌山県     | 伊都郡       | 高野町       | 中の橋             |                                                   |
| 高野山道路                               | 和歌山県     | 伊都郡       | 高野町       | （高野山）         |                                                   |
| 旧・国道371号 （龍神街道）               | 和歌山県     | 伊都郡       | かつらぎ町   | 箕峠               |                                                   |
| 和歌山県道19号美里龍神線                 | 和歌山県     | 田辺市       | 田辺市       | （龍神村龍神）     |                                                   |
| 国道425号                                | 和歌山県     | 田辺市       | 田辺市       | （龍神村湯ノ又）   |                                                   |
| 国道425号                                | 和歌山県     | 田辺市       | 田辺市       | （龍神村西）       |                                                   |
| 国道311号                                | 和歌山県     | 田辺市       | 田辺市       | （中辺路町川合）   | ※ここから田辺市中辺路町栗栖川まで 国道311号と重複 |
| 国道311号                                | 和歌山県     | 田辺市       | 田辺市       | （中辺路町栗栖川） |                                                   |
| 和歌山県道37号日置川大塔線               | 和歌山県     | 田辺市       | 田辺市       | （合川）           |                                                   |
| 田辺市木守 -東牟婁郡古座川町平井間未開通 |              |              |              |                    |                                                   |
| 和歌山県道38号すさみ古座線               | 和歌山県     | 東牟婁郡     | 古座川町     | （添野川）         |                                                   |
| 和歌山県道39号串本古座川線               | 和歌山県     | 東牟婁郡     | 古座川町     | （蔵土）           |                                                   |
| 和歌山県道38号すさみ古座線               | 和歌山県     | 東牟婁郡     | 古座川町     | （鶴川）           |                                                   |
| 国道42号                                 | 和歌山県     | 東牟婁郡     | 串本町       | 高富               |                                                   |

大阪府河内長野市の本町（七つ辻）交差点から石仏北交差点の区間（現役旧道）
| 交差する道路        | 交差する場所 | 交差する場所 | 交差する場所 | 交差する場所   | 備考 |
| ------------------- | ------------ | ------------ | ------------ | -------------- | ---- |
| 国道170号 国道310号 | 大阪府       | 河内長野市   | 河内長野市   | 本町（七つ辻） |      |
| 国道371号・新道     | 大阪府       | 河内長野市   | 河内長野市   | 石仏北         |      |

和歌山県橋本市の慶賀野橋東詰交差点から橋本IC南交差点の区間（現役旧道）
| 交差する道路                      | 交差する場所 | 交差する場所 | 交差する場所 | 交差する場所 | 備考 |
| --------------------------------- | ------------ | ------------ | ------------ | ------------ | ---- |
| 国道371号・橋本バイパス           | 和歌山県     | 橋本市       | 橋本市       | 慶賀野橋東詰 |      |
| 和歌山県道731号二見御幸辻停車場線 | 和歌山県     | 橋本市       | 橋本市       | 御幸辻       |      |
| 紀ノ川広域農道                    | 和歌山県     | 橋本市       | 橋本市       | 御幸辻南     |      |
| 国道371号・橋本バイパス           | 和歌山県     | 橋本市       | 橋本市       | 橋本IC南     |      |

※ 交差する場所の括弧書きは地名、それ以外は交差点名で表示

### 峠
- 大阪府
  - 紀見峠（標高400 m、河内長野市 - 和歌山県橋本市）
- 和歌山県
  - 箕峠